# Adriana Ferfecka
Adriana Ferfecka (ur. w 1992 w Legnicy) – polska śpiewaczka operowa, sopranistka. Obecnie solistka Deutsche Oper Berlin. 

## Ważniejsze role
- Siostra Angelika, Siostra Angelika G. Puccini (Opera Nova w Bydgoszczy i Warszawska Opera Kameralna)
- Rosina, Cyrulik Sewilski, G.Rossini (Salzburg Festival)
- Pierwsza Dama, Czarodziejski Flet, W.A.Mozart (Deutsche Oper Berlin)
- Xanthe, Die Liebe Der Danae, R. Strauss (Deutsche Oper Berlin)
- Frasquita, Carmen, G. Bizet (Deutsche Oper Berlin)
- Zerlina, Don Giovanni, W.A.Mozart (Deutsche Oper Berlin)
- Susanna, Le Nozze di Figaro, W.A.Mozart (Teatro Lirico di Cagliari)
- Nella, Gianni Schicchi, G.Puccini (Dutch National Opera)
- Valencienne, Die Lustige Witwe, F. Lehar (Teatro La Fenice, Teatro dell’Opera di Roma)
- Micaela, Carmen, G. Bizet (Deutsche Oper Berlin)
- Corinna, Il Viaggio a Reims, G. Rossini (Teatro dell’Opera di Roma)
- Ilia, Idomeneo, W.A.Mozart (Teatro dell’opera di Roma)
- Liu, Turandot, G.Puccini (Teatro dell’opera di Roma)

## Nagrody
- I nagroda w Ogólnopolskim Konkursie Wokalnym im. B. Kostrzewskiej w Rzeszowie (2009),
- I nagroda na Ogólnopolskim Konkursie Wokalnym im. F. Platówny we Wrocławiu (I nagroda, 2010),
- I nagroda na Ogólnopolskim Konkursie Wokalnym im. F. Krysiewicz w Bydgoszczy (I nagroda, 2010),
- I nagroda oraz nagroda specjalna za najlepsze wykonanie pieśni niemieckiej w Konkursie im. G. Perottiego w Niemczech (2011),
- I nagroda na Ogólnopolskim Konkursie Wokalnym im. L. Różyckiego w Gliwicach (I nagroda, 2011),
- II nagroda oraz nagroda dziennikarzy II Międzynarodowego Konkursu im. Andrzeja Hiolskiego w Kudowie-Zdroju (2013),
- I nagroda w 20. International Singing Competition Ferruccio Tagliavini w Deutschlandsbergu (2014)[2],
- I nagrody na Międzynarodowym Konkursie Le Grand Prix del Opera w Bukareszcie (2014),
- I nagrody na Międzynarodowym Konkursie DEBUT w Bad Mergentheim (2014),
- I nagrody na Międzynarodowym Konkursie Ottavio Ziino w Rzymie (2014).
- II nagroda na Międzynarodowym Konkursie Sztuki Wokalnej im. Ady Sari w Nowym Sączu (2015)
- I nagroda na Międzynarodowym Konkursie Iris Adami Corradetti w Padvie (2016)
- III nagroda na Viotti International Opera Singing Competition w Vercelli (2018)[3]